# Wir sind die Nacht
Wir sind die Nacht ist ein deutscher Spielfilm aus dem Jahr 2010 von Regisseur Dennis Gansel. In dem Vampir-Thriller spielen Karoline Herfurth und Nina Hoss die Hauptrollen. Die Filmpremiere fand am 24. Oktober 2010 im Kino in der Kulturbrauerei in Berlin statt, der Kinostart in Deutschland war vier Tage später.
Wolfgang Hohlbein schrieb zum Film einen Roman, der auf dem Drehbuch basiert.

## Handlung
Lena ist eine 20-jährige Berlinerin, die aus ärmlichen Verhältnissen stammt. Sie hält sich mit kleineren Diebstählen über Wasser und gerät dabei versehentlich ins Visier des jungen Kommissars Tom, als sie einen russischen Zuhälter bestiehlt. Sie kann Tom nach einer hitzigen Verfolgung jedoch entwischen, wobei sie einen bleibenden Eindruck bei ihm hinterlässt, zumal er sie zugleich sehr attraktiv findet. An einem der folgenden Abende begibt sich Lena auf Diebestour auf einem illegalen Rave, der das Motto „Wir sind die Nacht“ hat. Dort erregt sie die Aufmerksamkeit der attraktiven Louise, die sich als Betreiberin des Clubs herausstellt, Lena aktiv anflirtet und sie schließlich beißt. Lena flieht zunächst verstört, bemerkt in der Folgezeit aber immer stärkere Veränderungen an sich und stellt Louise schließlich zur Rede. Louise gibt sich nun als Vampir zu erkennen. Sie ist die Anführerin eines weiblichen Vampir-Trios, bestehend aus ihr, dem ehemaligen Stummfilm-Star Charlotte und der etwas abgedrehten Nora, die während einer Loveparade Opfer von Louise und zum Vampir wurde. Lena verwandelt sich nun langsam ebenfalls in einen Vampir und muss sich fortan mit dem Fluch und dem Segen ihres neuen, ewigen Lebens auseinandersetzen. Da sie ihre neue Existenz zunächst nicht akzeptiert, verschleppt Louise sie und verkauft sie scheinbar an einige Zuhälter. Als ein Zuhälter Lena verprügelt und sich an ihr vergehen will, verliert sie durch den Geruch des Blutes die Kontrolle und tötet ihn, während seine Komplizen von den anderen Vampirinnen getötet werden. Allerdings übersehen sie einen weiteren Zuhälter, der sich im Anschluss verängstigt der Polizei stellt. Er informiert Tom und dessen Kollegen Lummer über die Frauen, allerdings glauben diese seine aberwitzig klingende Geschichte nicht. Tom wird jedoch stutzig, als der Zuhälter den Diebstahl seines Luxuswagens erwähnt, hat er selbst doch genau so einen Wagen kurz zuvor in Lenas Besitz vorgefunden, als er sie aufgesucht hat, um mit ihr zu sprechen.
Derweil hat Lena ihre Verwandlung endgültig abgeschlossen und genießt den von Louise finanzierten Luxus, die Partys und die grenzenlose Freiheit, erfährt von den anderen Frauen die Vorteile des Vampirdaseins, erlernt vampirische Fähigkeiten und lernt mehr über ihre neuen Begleiterinnen. Louise, ihre Schöpferin, sieht aus wie ungefähr vierzig Jahre, ist tatsächlich jedoch über zweihundert Jahre alt. Charlotte die wie ungefähr dreißig Jahre alt wirkt, ist tatsächlich über einhundert Jahre alt. Und Nora gibt an, siebenunddreißig Jahre alt zu sein, während sie wie eine 20-jährige aussieht. Lena erfährt von Louise, dass alle bekannten Vampire Frauen sind. Als sie fragt, was mit den Männern ist, erfährt sie, dass die weiblichen Vampire einst alle männlichen Vampire ermordet oder den sie jagenden Menschen überlassen haben, weil diese angeblich zu wild und auffällig waren. Und daraufhin hätten sie geschworen, niemals mehr einen Mann zum Vampir zu machen.
Nach und nach begegnet Lena jedoch auch den dunklen Seiten der anderen Vampirinnen: auf die Partyexzesse folgen meist der Blutdurst und die Mordlust ihrer Freundinnen, die praktisch jede Nacht bedenkenlos Menschen töten und eine Blutspur hinter sich herziehen. Diese Beiläufigkeit verstört Lena zutiefst. Außerdem muss sie feststellen, dass sie Louises Avancen nicht erwidert, was diese kränkt. Auch das Leben der anderen beiden Frauen ist alles andere als perfekt, Charlotte ist depressiv und Nora verweigert sich einer Beziehung mit einem jungen Pagen des Hotels, obwohl sie ihn attraktiv findet. Auf Lenas Frage, warum sie ihm keine Chance gebe, gesteht sie ihr ihre Angst, ihm weh zu tun, denn Menschen gingen "so furchtbar schnell kaputt". Nachdem sie schließlich doch mit ihm die Nacht verbringt, wacht sie am nächsten Morgen neben seiner Leiche auf, unklar bleibt, ob sie ihn in Ekstase selbst getötet hat oder eine der anderen Frauen verantwortlich ist. Diese Erfahrung versetzt Nora einen schweren Schlag. Zur gleichen Zeit erfährt Lena von Charlotte, dass Louise sie verwandelt hat, weil sie glaubt, dass sie ihre wiedergeborene wahre Liebe ist. Louise ist eine Getriebene, die den Tod der Frau, die sie selbst zur Vampirin machte, nicht verwinden kann und seit Jahrhunderten nach deren wiedergeborenem Ich sucht. Auch bei Charlotte und Nora hat sie dies geglaubt, bis sie jeweils erkannte, dass sie sich geirrt hatte und ihr beide Frauen zu langweilig wurden. Charlotte warnt Lena, dass dies auch ihr widerfahren wird, da es so etwas wie Wiedergeburt nicht gibt. Außerdem wird Lena allmählich klar, dass Louise geradezu krankhaft eifersüchtig ist und eine Gefahr für jeden ist, den sie als Rivalen betrachtet. Als Nora und Charlotte kurz darauf bei einem nächtlichen Ausflug kaltblütig und unnötigerweise zwei Wachmänner töten, während Louise einfach nur zusieht, ist Lena eigentlich mit der Clique fertig. 
Derweil ist Tom Lena auf den Fersen, findet sich aber in einem Gewissenskonflikt wieder: Da er von ihrer Verwandlung und den wahren Begebenheiten nichts weiß, betrachtet er sie weiterhin als Kleinkriminelle, die irgendwie in einen mysteriösen Mordfall verwickelt ist und die er eigentlich verhaften müsste. Andererseits fühlt er sich seit ihrer ersten Begegnung zu ihr hingezogen und versucht ihr Herz zu gewinnen. In der Folge verheimlicht er gegenüber seinem Kollegen Lenas Identität, um Zeit zu gewinnen und um Lenas schroffes Verhalten ihm gegenüber zu verstehen. Denn aus Angst um sein Leben weist Lena ihn bei jedem Zusammentreffen ab. Trotzdem ermittelt die Polizei schließlich den Aufenthaltsort der Verdächtigen und stürmt die Suite der Vampire. Diese flüchten daraufhin in zwei abgedunkelten Fahrzeugen, nachdem Charlotte ein Blutbad unter den SEK-Beamten angerichtet hat. Noras Auto fährt vor dem Hotel jedoch gegen eine Wagensperre und bleibt liegen. Sie steigt aus, kann jedoch den anderen Wagen nicht erreichen. Denn der wird von Schüssen der Polizei getroffen, die Sonnenlicht ins Wageninnere lassen – und wird deshalb daran gehindert, Nora aufzunehmen. Nora verbrennt im – für Vampire tödlichen – Sonnenlicht.
In der alten Field Station Berlin auf dem Teufelsberg kommt es zwischen Lena und Louise endgültig zum offenen Konflikt, da Louise ihr aufgrund von Lenas Bekanntschaft mit Tom die Schuld an Noras Tod und der verfahrenen Situation gibt. Charlotte unterstützt Lena, als diese Louise daraufhin mit den unzähligen Toten im Kielwasser der Vampirinnen und deren Auffälligkeit konfrontiert. Am nächsten Morgen löst sich auch die mittlerweile lebensmüde Charlotte von der Gruppe und wählt den Freitod in der aufgehenden Sonne. Am Abend zuvor hatte sie sich noch von ihrer Tochter verabschiedet, die, im Gegensatz zu ihr selbst, gealtert war und nun im Sterben liegt. Lena flieht zu Tom und offenbart ihm ihr Vampirdasein, was diesen zunächst schockiert. Dennoch hält er zu ihr. Doch Toms Kollege Lummer, der mittlerweile herausgefunden hat, dass Tom offenbar eine der Verdächtigen deckt, stürmt mit einem Sondereinsatzkommando die Wohnung und nimmt die beiden in Untersuchungshaft.
Louise stürmt daraufhin die Haftanstalt und verschleppt Tom, um Lena vor die Wahl zu stellen. Auf dem Teufelsberg wartet sie auf Lena, die ihr sagen soll, dass sie sie liebt. Lena sagt zwar die Worte, doch Louise erkennt sie als Lüge und schießt auf Tom. Lena stürzt sich auf Louise, um Tom zu retten. Nach einem harten Kampf auf einem der alten Radartürme kann sie Louise in die gerade aufgehende Sonne schleudern, sodass Louise verbrennt. Als die Polizei eintrifft, sind Lena und der schwer verletzte Tom spurlos verschwunden. Als Lummer am Tatort ankommt, verzögert er die Fahndungsmeldung und wünscht beiden im Selbstgespräch leise viel Glück. 
In einem alternativen Ende (und im Buch zum Film) beißt Lena Tom, macht ihn zum ersten männlichen Vampir seit Jahrhunderten und sie fliehen gemeinsam.

## Hintergrund

### Entstehungsgeschichte
Das Grundkonzept bestand aus einem Vampirfilm, der eine Liebesgeschichte beinhalten und in der Berliner Clubszene spielen sollte. Dennis Gansel schrieb ein drei Seiten langes Exposé und nannte es „The Dawn“, eine Liebesgeschichte zwischen einer jungen Berliner Vampirin und einem jungen, normalsterblichen Mann. Auf der Premiere von Bernd Eichingers Das Mädchen Rosemarie sah Gansel die Schauspielerin Nina Hoss auf der Leinwand und schrieb das Drehbuch auf sie zu. 1999 kontaktierte er die Schauspielerin und stellte ihr das Exposé vor. Hoss war, wie Christian Becker, von der Idee begeistert und war an einer Teilnahme am Projekt sehr interessiert.
Kein Produktionsstudio war an der Story interessiert. 2004 lief der Film Creep mit Franka Potente an. Der Film floppte und schien damit zu beweisen, dass deutsche Horrorfilme nicht funktionieren. Dennis Gansel hatte die Hoffnung somit fast aufgegeben und arbeitete an seinen Filmen Mädchen, Mädchen, Napola – Elite für den Führer und Die Welle. Nebenbei arbeitete er jedoch weiterhin das Drehbuch zu „The Dawn“ aus. Als Gansels Verfilmung Die Welle erfolgreich im Kino lief, gaben Rat Pack und Constantin Film schließlich grünes Licht für eine Verfilmung des Vampirfilmes. Grund hierfür war vermutlich der Hype, der durch die Verfilmung von Twilight – Bis(s) zum Morgengrauen ausgelöst worden war.
Jedoch musste Gansel feststellen, dass das Drehbuch zu „The Dawn“ zu viele Parallelen zum internationalen Hit Twilight aufwies. Das Drehbuch musste daher umgeschrieben werden. Der Autor Jan Berger arbeitete die finale Drehbuchfassung aus und gab dem Film den Titel Wir sind die Nacht.

### Casting

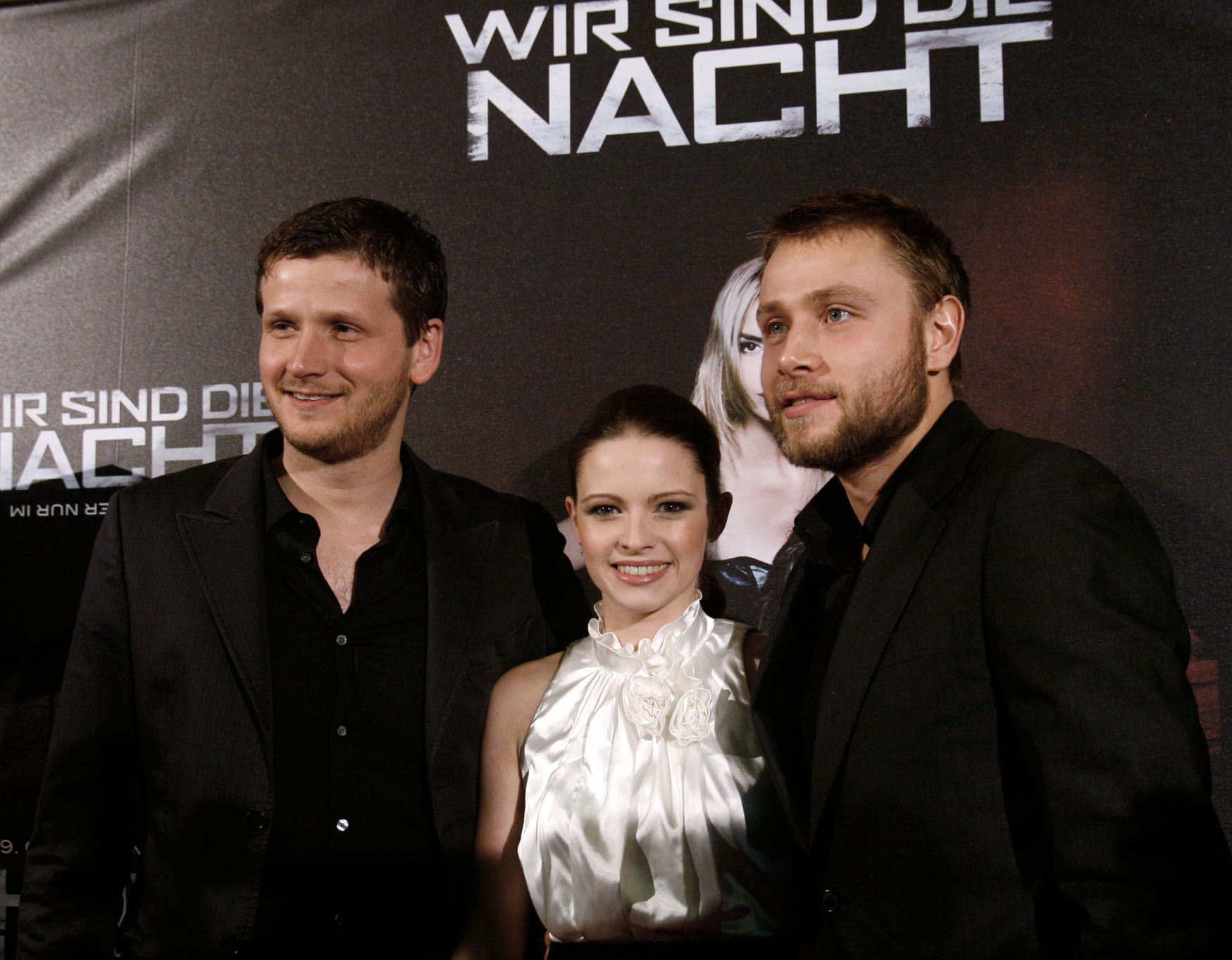
Dennis Gansel, Jennifer Ulrich und Max Riemelt bei der Österreichpremiere in Wien

Dennis Gansel wollte von Anfang an Nina Hoss als Louise im Film. Bereits zehn Jahre zuvor zeigte er ihr das Drehbuch zu The Dawn. Hoss zeigte sich interessiert und hatte gebeten, Gansel solle sich melden, sobald das Drehbuch komplett sei und der Film gedreht werden solle. Als zehn Jahre später schließlich der Anruf kam, sagte sie zu und wurde so als Louise, die Anführerin des Vampirtrios, besetzt.
Ebenfalls wollte Gansel auch Karoline Herfurth schon früh dabei haben. Er hatte bereits im Jahr 2000 mit ihr zusammen Mädchen, Mädchen gedreht und ihr damals bereits das Drehbuch zu The Dawn gegeben, was er als nächstes Projekt im Auge hatte. Herfurth war wie Hoss begeistert vom Drehbuch, war allerdings für die Rolle der Lena damals zu jung und wäre nur als Nora in Frage gekommen. Da sich der Drehstart jedoch um einige Jahre verzögerte, wurde sie nun doch als Hauptfigur besetzt.
Jennifer Ulrich arbeitete bereits bei Die Welle mit ihrem damaligen Lebensgefährten Gansel zusammen. In einem Interview bei MTV Home dementierte sie die Gerüchte, dass sie die Rolle nur aufgrund ihrer Beziehung zu Gansel erhalten habe. Sie musste viermal zum Casting und bekam schließlich die Rolle als Vampirin Charlotte, eine erfolglose Schauspielerin aus den 1920er Jahren.
Nora wurde mit Anna Fischer in den Augen des Produzenten Christian Becker perfekt besetzt, da sie aufgeweckt, zierlich und wie ein Partygirl wirkt.
Die männliche Hauptrolle vergab Gansel an seinen langjährigen Weggefährten Max Riemelt, mit dem er bereits bei drei seiner früheren Filme gearbeitet hat.
Cristina do Rego, die in Die Welle die beste Freundin von Ulrichs Rolle verkörperte, ist in Wir sind die Nacht als Stewardess in der Eröffnungsszene zu sehen.

### Dreharbeiten
Gedreht wurde im Herbst 2009 in Berlin, das Produktionsbudget betrug etwa 6,5 Millionen Euro. Als Kulisse für die Disco diente das alte Stadtbad Lichtenberg. Das Schwimmbad war unbeheizt und somit mussten sämtliche Darsteller und Komparsen in der Disco der Kälte trotzen. Die Außenaufnahmen des Clubs entstanden im Plänterwald im Berliner Ortsteil Treptow-Köpenick sowie im Spreepark.
Für die Hotelszenen wurde das Haus Cumberland am Kurfürstendamm von dem Filmteam umgebaut. Die nächtliche Shopping-Aktion der Vampirinnen wurde in der Galeria Kaufhof am Alexanderplatz in Szene gesetzt. Hier wollte die Kaufhausleitung anfangs einen Sicherheitsbeamten auf jedes Teammitglied ansetzen. Am Ende wurden sämtliche Mitglieder der Filmcrew beim Rausgehen von insgesamt 15 Wachmännern überprüft.
Lenas Wohnung sollte eine heruntergekommene Plattenbauwohnung sein. Als man jedoch feststellte, dass viele der Plattenbausiedlungen inzwischen saniert worden waren, fand man schließlich in Schöneberg eine geeignete Location. Lenas Beuterevier wurde auf den Bahnhof Zoo verlegt. Für die Szenen in einem Russenbordell wurden die Abbruchhäuser des ehemaligen DDR-Rundfunks an der Nalepastraße in Oberschöneweide genutzt. Auch hier gab es jedoch keine Heizung und die Darsteller waren der Novemberkälte ausgesetzt.
Wärme wurden die Darstellerinnen dagegen im Tropical Islands ausgesetzt. Hier wurden die Szenen gedreht, in denen die Vampirinnen ein künstliches Sonnenbad nehmen. Nach den Dreharbeiten mussten Teile des Strandes ausgetauscht werden, da teilweise zu viel Filmblut geflossen war.
Im Dezember 2009 drehte das Team im Tiergartentunnel am Berliner Hauptbahnhof. Bei laufendem Verkehr wurden jeweils nur einzelne Abschnitte zeitweise gesperrt.
Das Finale wurde am Teufelsberg gedreht. Zum Teil mussten die Teufelsberg-Kulissen später im Studio Babelsberg nachgebaut werden, um die Szenen zu drehen, in denen die Vampirinnen der Schwerkraft trotzen.
Die Darstellerinnen waren von den Dreharbeiten begeistert, vor allem von den Stunts. Viele machten die Schauspielerinnen selbst.

### Veröffentlichung

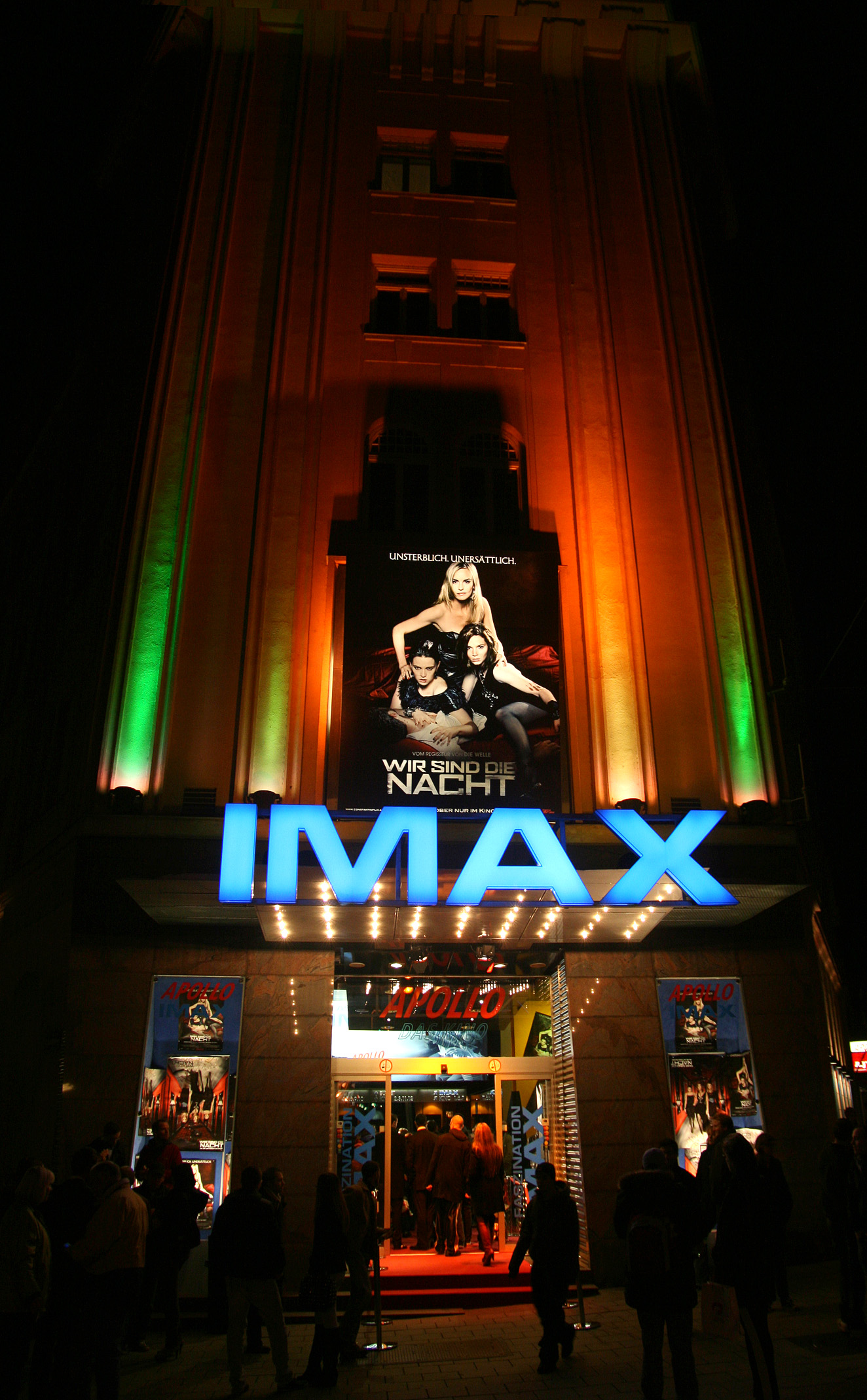
Das Apollo Kino in Wien am Abend der Österreichpremiere von Wir sind die Nacht.

Seine Weltpremiere hatte der Spielfilm am 14. Oktober 2010 beim 43. Festival de Cinema Fantàstic de Sitges. Am 24. Oktober folgte die Premiere in der Kulturbrauerei in Berlin. Vier Tage später startete der Film deutschlandweit und in der deutschsprachigen Schweiz im Kino. Am 29. Oktober folgte die Premiere in Österreich. Am 29. Dezember 2010 startete der Film unter dem Titel Nous sommes la nuit in den französischen Kinos. In Deutschland blieb das Zuschauerinteresse hinter den Erwartungen zurück. Mit etwa 40.000 Zuschauern bei 251 Kopien am Startwochenende konnte Wir sind die Nacht sich nicht in den Top Ten der deutschen Kinocharts platzieren und erreichte bis Ende Januar 2011 etwa 105.000 Kinobesucher in Deutschland.
Am 14. April 2011 erschien der Film auf DVD und Blu-ray. Die DVD beinhaltet als Bonusmaterial ein exklusives Making-of, alternative Enden, ein Videotagebuch des Regisseurs, ein VFX-Making-of sowie Teaser und Trailer. Auf der Blu-ray sind zusätzlich noch gelöschte Szenen, zwei weitere Making-of-Clips, B-Roll, Darstellerinfos, Internetclips/Drehtagebücher und Interviews enthalten. Am 14. Juli 2013 strahlte ProSieben den Film erstmals im deutschen Free-TV aus.
Außerdem startete der Film am 7. April 2011 in den Kinos in Russland, Belarus und Kasachstan. In den USA startete er in ausgewählten Kinos unter dem Titel We Are the Night am 27. Mai 2011, ehe er dort am 20. September 2011 auf DVD erschien. In der Türkei startete der Film am 10. Juni 2011 in den Kinos, während er in Brasilien am 15. September 2011 direkt auf DVD erschien. Außerdem startete er am 26. November 2011 auch in Japan. Im Oktober 2012 wurde der Film zudem in Großbritannien auf DVD herausgebracht. In den englischsprachigen Ländern wurde zu Werbezwecken ein Trailer mit englischen Sprechern synchronisiert. Bei der DVD-Vermarktung verzichtete man auf eine Synchronisation, lediglich deutsche Tonspuren mit englischen Untertiteln sind verfügbar.

### Wissenswertes
- Charlotte wurde auf der Premiere ihres Filmes Dr. Mabuse von Louise gebissen. Die Darstellerin der Charlotte, Jennifer Ulrich, wurde für die Szene, in der ein Ausschnitt aus dem Film zu sehen ist, per Bluescreen in Originalaufnahmen des Filmes gesetzt.
- Karoline Herfurth und Max Riemelt arbeiteten bereits bei Dennis Gansels erstem Kinofilm Mädchen, Mädchen zusammen.
- Jennifer Ulrich und Max Riemelt waren bereits in Gansels Film Die Welle als Paar zu sehen.
- Ursprünglich war eine Szene vorgesehen, in der die Vampirdamen mit Lena im Museum stehen und sich auf den Bildern wiedererkennen. Diese Szene wurde jedoch gestrichen; die Grundidee ist im Vorspann wiederzufinden, in dem man Bilder von Ereignissen der letzten Jahrhunderte sieht. So waren die Vampirfrauen Charlotte und Louise zum Beispiel beim Mauerfall in Berlin anwesend.

## Soundtrack
Zum Filmstart wurde ein Soundtrack mit Musik aus dem Film auf CD veröffentlicht. Neben vielen Musikstücken von Künstlern aus dem Bereich der elektronischen Musik, die im Film verwendet wurden, befinden sich auch Teile der Filmmusik von Heiko Maile auf der CD. Die komplette Filmmusik mit 44 Stücken wurde bei Amazon zum Download veröffentlicht.
Trackliste (Soundtrack)
1. „Self-fulfilling Prophecy“ − Scala & Kolacny Brothers
2. „In Our Eyes“ (Antohny Mills Soundtrack Version) − Moonbootica
3. „Wir sind die Nacht“ − Covenant
4. „Charlotte's Death“ (Score) − Heiko Maile
5. „Nightlife“ − IAMX
6. „Lena's Metamorphosis“ (Score) – Heiko Maile
7. „Cold Song“ − Klaus Nomi
8. „Escape From The Hotel“ (Score) – Heiko Maile
9. „Dumpfe Träume“ – Xenia Beliayeva
10. „Miserable Girl“ − Soulwax
11. „Tief in der Nacht“ – Dj Valero
12. „IERS“ – Dirk Blümlein Terzett
13. „Land Of The Free“ – Warren Suicide
14. „Farewell My Child“ (Score) – Heiko Maile
15. „Pretty When You Cry“ − VAST
16. „Russian Whorehouse“ (Score) – Heiko Maile
17. „Big And Bad“ − Gabriel Le Mar

## Kritiken

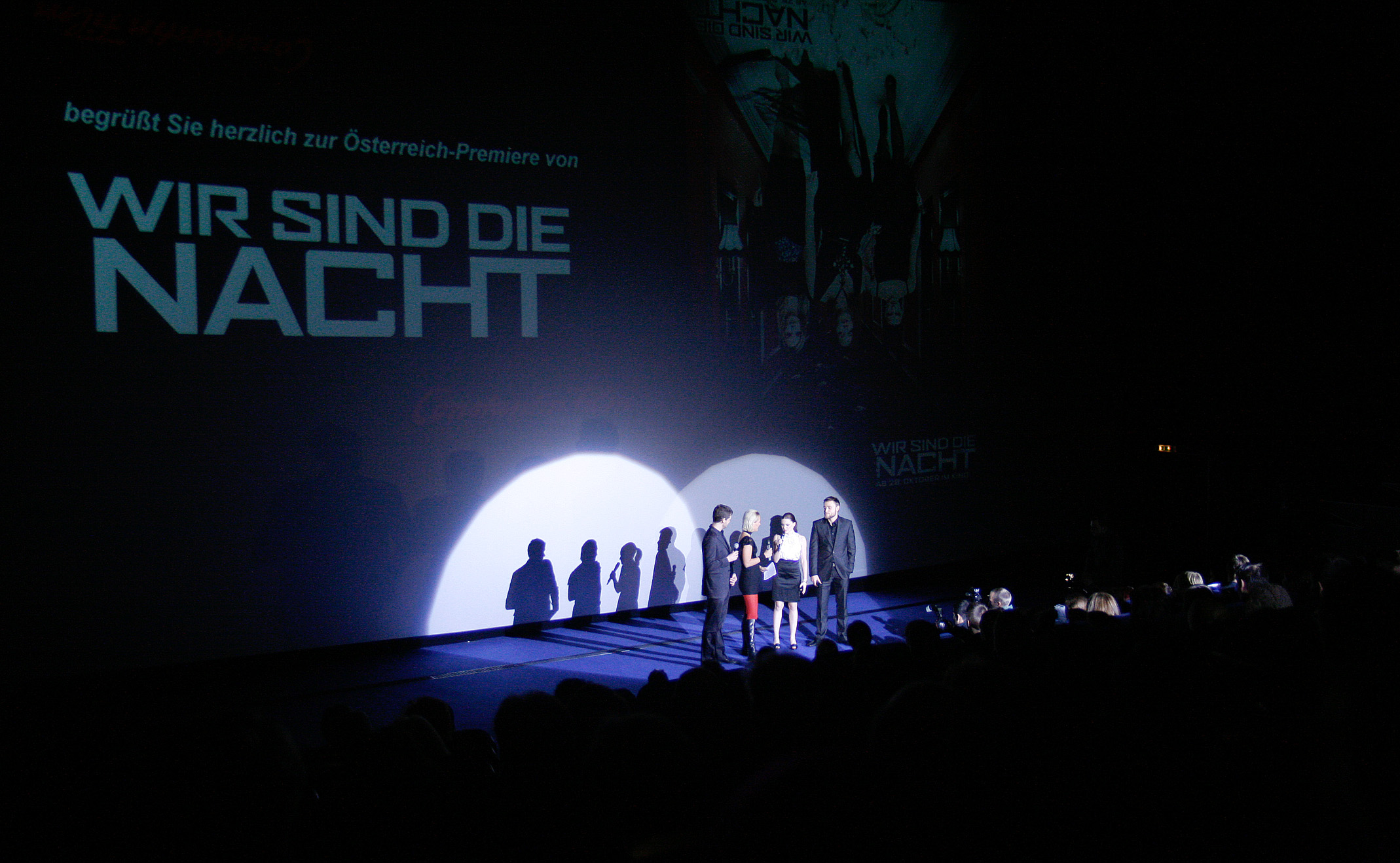
Dennis Gansel, Jennifer Ulrich und Max Riemelt bei der Österreichpremiere in Wien

Im Oktober 2010 zeichnete die Deutsche Film- und Medienbewertung (FBW) den Film mit dem Prädikat Besonders Wertvoll aus.

„Dieser Film gehört vielleicht zu den Sternstunden der aktuellen deutschen Kinoproduktion. Im Genre des Vampir-Films steht man im Wettbewerb mit zahlreichen berühmten Vorläufern und nicht wenigen Kultfilmen. Dem Regisseur Dennis Gansel ist scheinbar ein großer Wurf gelungen. Dabei tragen handwerkliche Perfektion und herausragende darstellerische Leistungen wesentlich zum Erfolg bei.  […] Qualitativ ist der Film u. a. auch deshalb herausragend, weil die originellen fiktionalen Inhalte genregerecht durch faszinierende filmästhetische Formen und Spezialeffekte bereichert und in gewisser Hinsicht überblendet werden.“

„Und so bleibt man nach diesem eigentlich erfreulichen, weil ersten nennenswerten deutschen Vampirfilm seit langer Zeit, etwas ratlos verärgert zurück: Weil der Film zwar ästhetisch über weite Strecken durchaus überzeugen kann, in seiner hübsch glänzenden Hülle aber einen mindestens fragwürdigen Unterton, wenn nicht gar eine direkt reaktionäre Botschaft verbirgt.“

„[…] Und doch ist „Wir sind die Nacht“ nicht nur das x-te wiedergekäute Langzahn-Epos. Es ist (auch wenn diese veralteten Requisiten hier nicht auftauchen) Knoblauch und Kruzifix für den derzeitigen Vampirboom. Indem er zurück zu den Ursprüngen geht. Gleichzeitig fügt er sich trefflich in das Ganselsche Werk ein. Immer wieder geht es in seinen Filmen ja um die Verführung von jungen Menschen. Bei „Napola“ war es die nationalsozialistische Herrenrassenideologie, bei „Die Welle“ ein faschistoides Schulexperiment. Hier sind es Hedonismus und Jugendwahn. […] „Wir sind die Nacht“ ist alles: ein spannender Vampirfilm, der nach allen Genrekonventionen funktioniert. Ein Frauenemanzipationsfilm (von einem Mann gedreht). Ein großartiger Berlinfilm, in der die Stadt nicht nur als Kulisse dient, sondern zur Chiffre wird. Und so etwas wie ein echtes Kinomärchen: von einem 23-jährigen Filmstudenten, der eine originelle Idee hat, und einem 37-jährigen Regisseur, der es endlich verwirklicht.“

„Für Gansel ist dies ‚eine klassische Aufsteigerstory, die an die Kandidaten von Castingshows erinnert‘. Dass Louise und ihre Freundinnen (Jennifer Ulrich, Anna Fischer) ihr unsterbliches Vampirdasein als Konsum- und Koksorgie begreifen, macht sie zu untoten Widergängern einer hedonistischen Gesellschaft im Jugendwahn. Fazit: Lustvolle, souverän inszenierte ‚Sex and the City‘-Persiflage - bis(s) zum blutigen Ende.“

„Gansel erweist sich als erstaunlich geschickter Actionregisseur, sei es in den atemlosen Verfolgungsjagden oder in den virtuosen Kampfszenen, in denen die Frauen keine Gefangene machen. Insgesamt legt er - unterstützt vom starken Schnitt - ein ordentliches Tempo vor. Der Film ist bis zum Showdown auf dem Teufelsberg keine Minute langweilig. Aber auch die ruhigeren Szenen funktionieren […] Dass die Figuren bisweilen over the top agieren, der Bösewicht durch eine dicke Narbe entstellt ist, gehört zum Genre. Gansel erfindet es nicht neu, er spielt mit leichter Hand mit den Konventionen, ergänzt sie mit originellen Einfällen und bietet mit Berlin eine wirklich denkwürdige Kulisse […]“

## Auszeichnungen
- 2010: Sonderpreis der Jury beim 43. Festival de Cinema Fantàstic de Sitges[14]
- 2011: Nominierungen für den Deutschen Filmpreis (Bester Schnitt, Beste Filmmusik)